# Alan Blayney
Alan Blayney (Belfast, 9 ottobre 1981) è un ex calciatore nordirlandese, di ruolo portiere.

## Palmarès
- IFA Premiership: 3

Linfield: 2009-2010, 2010-2011, 2011-2012
- Irish Cup: 3

Linfield: 2009-2010, 2010-2011, 2011-2012

## Statistiche

### Cronologia presenze e reti in nazionale
| Cronologia completa delle presenze e delle reti in nazionale ― Irlanda del Nord | Cronologia completa delle presenze e delle reti in nazionale ― Irlanda del Nord | Cronologia completa delle presenze e delle reti in nazionale ― Irlanda del Nord | Cronologia completa delle presenze e delle reti in nazionale ― Irlanda del Nord | Cronologia completa delle presenze e delle reti in nazionale ― Irlanda del Nord | Cronologia completa delle presenze e delle reti in nazionale ― Irlanda del Nord | Cronologia completa delle presenze e delle reti in nazionale ― Irlanda del Nord | Cronologia completa delle presenze e delle reti in nazionale ― Irlanda del Nord |
| Data                                                                            | Città                                                                           | In casa                                                                         | Risultato                                                                       | Ospiti                                                                          | Competizione                                                                    | Reti                                                                            | Note                                                                            |
| ------------------------------------------------------------------------------- | ------------------------------------------------------------------------------- | ------------------------------------------------------------------------------- | ------------------------------------------------------------------------------- | ------------------------------------------------------------------------------- | ------------------------------------------------------------------------------- | ------------------------------------------------------------------------------- | ------------------------------------------------------------------------------- |
| 26-5-2006                                                                       | Chicago                                                                         | Romania                                                                         | 2 – 0                                                                           | Irlanda del Nord                                                                | Amichevole                                                                      | -2                                                                              |                                                                                 |
| 26-5-2010                                                                       | Filadelfia                                                                      | Turchia                                                                         | 2 – 0                                                                           | Irlanda del Nord                                                                | Amichevole                                                                      | -2                                                                              |                                                                                 |
| 30-5-2010                                                                       | Chillán                                                                         | Irlanda del Nord                                                                | 0 – 1                                                                           | Cile                                                                            | Amichevole                                                                      | -1                                                                              | 46’                                                                             |
| 17-11-2010                                                                      | Belfast                                                                         | Irlanda del Nord                                                                | 1 – 1                                                                           | Marocco                                                                         | Amichevole                                                                      | -1                                                                              | 46’                                                                             |
| 24-5-2011                                                                       | Dublino                                                                         | Irlanda                                                                         | 5 – 0                                                                           | Irlanda del Nord                                                                | Amichevole                                                                      | -5                                                                              |                                                                                 |
| Totale                                                                          |                                                                                 | Presenze                                                                        | 5                                                                               |                                                                                 | Reti                                                                            | -11                                                                             |                                                                                 |